# Aanval op Cádiz (1596)
De Aanval op Cádiz van 1596 was een expeditie van een Engelse en Nederlandse vloot, waarbij de Spaanse stad Cádiz voor enkele weken werd ingenomen. De vloot stond onder leiding van de Engelse officieren Robert Devereux en Charles Howard en de Nederlandse officier Jacob van Duvenvoorde. Gezamenlijk beschikte men over een vloot van 150 schepen met 14.000 manschappen. Daartegenover stond een vloot van 40 schepen groot onder leiding van Alonzo Pérez de Guzmán el Bueno, die de beschikking had over 5.000 manschappen.
Cádiz was een stad met in die tijd ongeveer 6.000 inwoners. Het was de thuishaven van de zilvervloot. Op 29 juni 1596 arriveerde de Engels - Nederlandse vloot in de baai van Cádiz. Een aantal Spaanse schepen, die klaar waren gemaakt voor vertrek naar de West-Indië, wisten nog te vluchten naar Puerto Real. Na een twee uur durend gevecht tussen beide vloten op 30 juni, trok de Spaanse vloot zich terug. De Spaanse galeien San Andrés en San Mateo werden buit gemaakt en de San Felipe en Santo Tomás werden tot zinken gebracht.
Nog voor het invallen van de avond werd de stad bezet. Het nabijgelegen fort San Felipe werd de volgende dag veroverd. De stad werd twee weken lang geplunderd en 32 oorlogsschepen, bedoeld voor een aanval op Engeland, werden verbrand. Op 14 juli werd de stad in brand gestoken, de Engelse en Nederlandse troepen verlieten de stad en zeilden weg. Op de terugweg werd Faro in Portugal ook nog gebrandschat

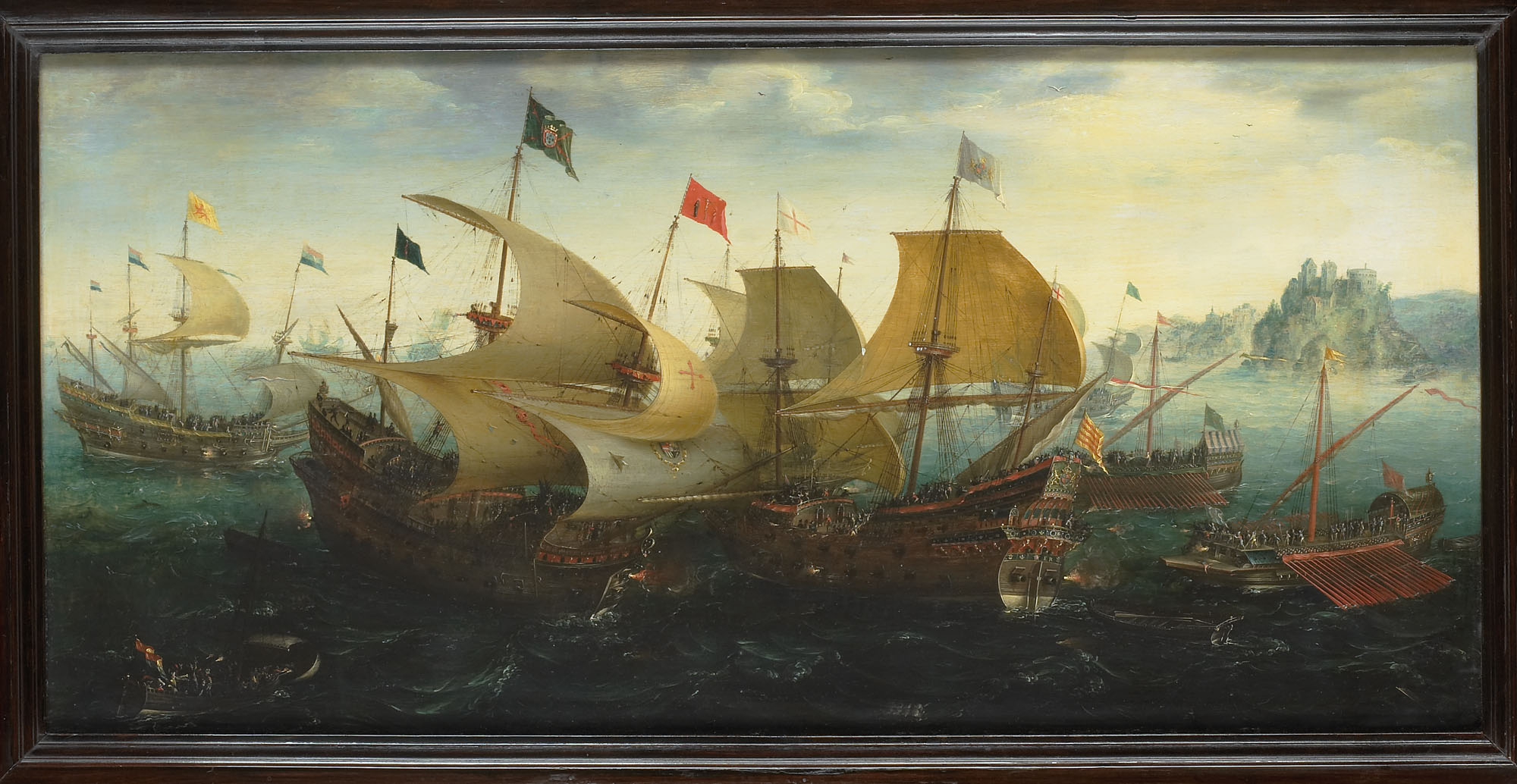
Aanval op Cádiz, fantasie schilderij uit 1608. (Collectie: Rijksmuseum Amsterdam)